# Schweizer Skimeisterschaften 1945
Die Schweizer Skimeisterschaften 1945 fanden vom 2. bis zum 4. März 1945 in Engelberg und am 18. Februar 1945 in La Chaux-de-Fonds statt. Ausgetragen wurden im Skilanglauf die Distanzen 18 km und 50 km. Beim 18-km-Lauf und beim 50-km-Lauf  wurde jeweils Max Müller Erster. Das Skispringen gewann Hans Zurbriggen und die Nordische Kombination Niklaus Stump. Im Ski Alpin wurden die Disziplinen Abfahrt und Slalom ausgetragen. Dabei gewann Rosmarie Bleuer die Abfahrt und Antoinette Meyer das Slalomrennen sowie abschliessend die Alpine Kombination. Bei den Männer siegte Rudolf Graf in der Abfahrt und Otto von Allmen im Slalom. In der Wertung der Alpinen Kombination bei den Männern wurde Karl Molitor Erster. Schweizer Skimeister wurde Niklaus Stump, der die Vierer Kombinationswertung gewann.

## Vierer Kombination Männer
Die Kombination wurde über eine Punktewertung aus den Ergebnissen von Abfahrt, Skisprung, 18-km-Lauf und Slalom berechnet.
| Platz | Name              | Verein      | Punkte |
| ----- | ----------------- | ----------- | ------ |
| 01    | Niklaus Stump     | Unterwasser | 66,75  |
| 02    | Martin Zimmermann | SC Davos    | 96,91  |
| 03    | Jakob Steiner     | Unterwasser | 96,92  |
| 04    | Walter Amstutz    | Engelberg   | 106,62 |
| 05    | Hans Zurbriggen   | Saas-Fee    | 106,93 |
| 06    | Arnold Vultier    | Ste-Croix   | 130,08 |

## Skilanglauf

### 18 km
| Platz | Name              | Verein            | Zeit (std) |
| ----- | ----------------- | ----------------- | ---------- |
| 01    | Max Müller        | Siders            | 1:14:47    |
| 02    | Otto von Allmen   | Wengen            | 1:16:21    |
| 03    | Martin Zimmermann | SC Davos          | 1:17:10    |
| 04    | Robert Zurbriggen | Saas-Fee          | 1:17:20    |
| 05    | Eric Soguel       | La-Chaux-de-Fonds | 1:18:21    |
| 06    | Niklaus Stump     | Unterwasser       | 1:18:43    |

Datum: Samstag, 3. März 1945
 Der Vorjahressieger Max Müller aus Siders holte mit einer Zeit von 1:14:47 Stunden und mit einer Minute und 34 Sekunden Vorsprung auf Otto von Allmen und Martin Zimmermann erneut den Schweizer Meistertitel.

### 50 km
| Platz | Name              | Verein         | Zeit (std) |
| ----- | ----------------- | -------------- | ---------- |
| 01    | Max Müller        | Siders         | 3:25:53    |
| 02    | Leo Supersaxo     | Saas-Fee       | 3:38:48    |
| 03    | Victor Borghi     | Les Diablerets | 3:43:37    |
| 04    | Louis Borban      | Saas-Fee       | 3:43:41    |
| 05    | Robert Zurbriggen | Saas-Fee       | 3:43:51    |
| 06    | Georges Crettex   | Champex        | 3:45:19    |

Datum: Sonntag, 18. Februar 1945

 Den mit 85 Läufern gestarteten 50-km-Lauf gewann Max Müller aus Siders in einer Zeit von 3:25:53 Stunden und mit 12 Minuten und 55 Sekunden Vorsprung auf Leo Supersaxo. Der Vorjahressieger Hans Schoch war nicht am Start.

## Nordische Kombination

### Einzel
| Platz | Name              | Ort         | Punkte |
| ----- | ----------------- | ----------- | ------ |
| 01    | Niklaus Stump     | Unterwasser | 40,87  |
| 02    | Martin Zimmermann | SC Davos    | 56,67  |
| 03    | Hans Zurbriggen   | Saas-Fee    | 74,20  |
| 04    | Jakob Steiner     | Unterwasser | 75,77  |
| 05    | Walter Amsturz    | Engelberg   | 78,80  |
| 06    | Georg Keller      | SC Davos    | 86,67  |

Datum: Freitag, den 2. März 1945 und Samstag, 3. März 1945

Niklaus Stump aus Unterwasser siegte erstmals vor Martin Zimmermann aus Davos und Hans Zurbriggen aus Saas-Fee. Der Vorjahressieger Otto von Allmen kam auf den siebten Platz.

## Skispringen

### Normalschanze
| Platz | Name               | Verein        | Punkte |
| ----- | ------------------ | ------------- | ------ |
| 01    | Hans Zurbriggen    | Saas-Fee      | 232,0  |
| 02    | Willy Klopfenstein | Adelboden     | 222,7  |
| 03    | Georg Keller       | SC Davos      | 218,0  |
| 04    | Niklaus Stump      | Unterwasser   | 214,2  |
| 05    | Jakob Steiner      | Unterwasser   | 212,0  |
| 06    | Rudolf Felber      | SC Kandersteg | 209,7  |

Datum: Sonntag, 4. März 1945

Hans Zurbriggen aus Saas-Fee gewann mit Weiten von zweimal 62 Metern auf der Titlis-Schanze vor Willy Klopfenstein und dem Meister von 1943 Georg Keller seinen ersten Meistertitel. Der Vorjahressieger Niklaus Stump wurde Vierter.

## Ski Alpin

### Männer

#### Abfahrt
| Platz | Name             | Verein     | Zeit (min) |
| ----- | ---------------- | ---------- | ---------- |
| 01    | Rudolf Graf      | Scheidegg  | 4:39,0     |
| 02    | Edy Rominger     | St. Moritz | 4:44,0     |
| 03    | Adolf Odermatt   | Engelberg  | 4:47,6     |
| 04    | Karl Molitor     | Wengen     | 4:55,0     |
| 05    | Edy Reinalter    | St. Moritz | 4:56,4     |
| 06    | Gerold Berchtold | Engelberg  | 4:58,2     |

Datum: Freitag, 2. März 1945

#### Slalom
| Platz | Name            | Verein      | Zeit (min) |
| ----- | --------------- | ----------- | ---------- |
| 01    | Otto von Allmen | Wengen      | 2:20,3     |
| 02    | Karl Molitor    | Wengen      | 2:21,2     |
| 03    | Edy Reinalter   | St. Moritz  | 2:25,3     |
| 04    | Hansjörg Künzli | SC Davos    | 2:27,0     |
| 05    | Paul Valär      | SC Davos    | 2:30,6     |
| 06    | Peter Kaufmann  | Grindelwald | 2:30,7     |

Datum: Sonntag, 4. März 1945

#### Kombination
Die Kombination wurde über eine Punktewertung aus den Ergebnissen von Abfahrt und Slalom berechnet.
| Platz | Name           | Verein      | Punkte |
| ----- | -------------- | ----------- | ------ |
| 01    | Karl Molitor   | Wengen      | 5,96   |
| 02    | Rudolf Graf    | Scheidegg   | 7,60   |
| 03    | Edy Reinalter  | St. Moritz  | 8,18   |
| 04    | Edy Rominger   | St. Moritz  | 11,10  |
| 05    | Peter Kaufmann | Grindelwald | 11,79  |
| 06    | Adolf Odermatt | Engelberg   | 12,80  |

### Frauen

#### Abfahrt
| Platz | Name             | Verein            | Zeit (min) |
| ----- | ---------------- | ----------------- | ---------- |
| 01    | Rosmarie Bleuer  | Grindelwald       | 3:57,2     |
| 02    | Antoinette Meyer | Hospenthal        | 4:00,4     |
| 03    | Hedy Schlunegger | Wengen            | 4:08,0     |
| 04    | Marianne Perrin  | Montana           | 4:08,2     |
| 05    | Odette Perret    | La Chaux-de-Fonds | 4:10,0     |

Datum: Freitag, 2. März 1945

#### Slalom
| Platz | Name             | Verein     | Zeit (min) |
| ----- | ---------------- | ---------- | ---------- |
| 01    | Antoinette Meyer | Hospenthal | 3:03,6     |
| 02    | Lisi Schelbert   | SC Stoos   | 3:07,8     |
| 03    | Lina Mittner     | Chur       | 3:10,1     |
| 04    | Silvia Losinger  | Zürich     | 3:10,8     |
| 05    | Olivia Ausoni    | Villars    | 3:12,6     |
| 06    | Dorli Meier      | Zürich     | 3:13,5     |

Datum: Samstag, 3. März 1945

#### Kombination
Die Kombination wurde über eine Punktewertung aus den Ergebnissen von Abfahrt und Slalom berechnet.
| Platz | Name             | Verein      | Punkte |
| ----- | ---------------- | ----------- | ------ |
| 01    | Antoinette Meyer | Hospenthal  | 1,30   |
| 02    | Olivia Ausoni    | Villars     | 9,95   |
| 03    | Marianne Perrin  | Montana     | 10,41  |
| 04    | Anni Maurer      | SC Davos    | 14,95  |
| 05    | Lisi Schelbert   | SC Stoos    | 15,59  |
| 06    | Rosmarie Bleuer  | Grindelwald | 15,85  |

Datum: Freitag, 2. März 1945 und Sonntag, 3. März 1945